# 여원 (1955년 창간 잡지)
《여원》(女苑)은 1955년 10월에 창간되어 1970년 4월에 종간된 대한민국의 월간 여성 잡지이다. 통권 175호로 폐간되었다.
발행인은 김익달(金益達), 주간은 김명엽(金命燁)이었다. 처음에는 학원사(學園社)에서 펴냈으나, 1956년 6월 학원사 부사장이었던 김명엽이 독립하여 여원사(女苑社)를 창립한 이후에 계속 발간하였다. 창간 당시에는 A5판 250면 내외였지만 1967년부터 판형을 B5판으로 변형해서 발행했다.
교양·오락·문화·생활 정보·독자 수기를 비롯한 다양한 내용을 게재했으며 직업 여성·여자 대학생들로부터 높은 인기를 받았다. 본격적인 상업지로서의 체제를 갖춘 대한민국 최초의 여성 잡지였지만 나중에 창간된 《여성동아》, 《주부생활》, 《여성중앙》 등과의 판매 경쟁을 하다가 경영난에 빠져 결국 1970년 4월에 종간되었다.